# Dieter Rogge
Dieter Rogge (* 17. Mai 1946 in Bremen; † 22. Juni 2022) war ein deutscher Maler, Zeichner und Grafiker sowie Lyriker.

## Biografie
Rogge studierte von 1968 bis 1973 Kunstpädagogik und Politik an der Pädagogischen Hochschule und der Universität Bremen. Er lebte und arbeitete als Kunsterzieher (1973–2006) und bildender Künstler in Bremen. Seit 1985 war er auf Kunstausstellungen vertreten, insbesondere durch Bleistiftzeichnungen und Druckgrafiken, die als Holz- und Linolschnitte sowie Radierungen entstanden. Auch veröffentlichte er Lyrikkünstlerbücher. In den Jahren 1975–1976 und 1986–1993 hatte er an der Universität Bremen einen Lehrauftrag für „Künstlerische Praxis“ im Studiengang Kunstpädagogik. 2004 erhielt er für sein Gesamtwerk den Kunstpreis der Künstler der Großen Kunstausstellung Nordrhein Westfalen Düsseldorf. 2013 organisierte er in der Großen Kunstschau Worpswede die Sonderausstellung „Hoch hinaus und tiefes Schwarz“, bei der Besucher die Gelegenheit hatten, Linoldrucke des Künstlers selbst zu drucken.

## Veröffentlichungen
- Aus Kindertagen. Pictor Verlag, Bremen 2019.
- Aus dem Blickfeld. Pictor Verlag, Bremen 2020.